# Peter Meechan
Peter Meechan (Nuneaton, 29 januari 1980) is een Brits componist, dirigent, trombonist en muziekuitgever.

## Levensloop
Meechan studeerde compositie aan het North Warwickshire College bij Simon Hall (bastrombone) en Ben Markland (contrabas). Vanaf 1998 studeerde hij aan het Royal Northern College of Music in Manchester bij Anthony Gilbert, Elena Firsova, David Horne en Adam Gorb en behaalde aldaar zijn Bachelor of Arts. Vervolgens studeerde hij aan de Universiteit van Salford in Salford en behaalde zijn Master of Arts en promoveerde aldaar ook tot Ph.D. (Philosophiæ Doctor) in compositie. Tegenwoordig is hij muzikaal assistent van de Fodens Band, een brassband uit Sandbach in het Engelse graafschap Cheshire.
Hij schrijft werken vooral voor harmonieorkesten en brassbands, maar ook kamermuziek en solowerken voor blazers. Zijn werken voor brassband worden veel als verplichte werken gekozen gedurende de festivals en wedstrijden. Zijn werken voor harmonieorkest waren te horen tijdens het jaarlijkse Midwest Band- and Orchestra Clinic in Chicago en op het "International Wind Festival" van de British Association for Symphonic Bands and Wind Ensembles (BASBWE) door orkesten zoals het Eastman Wind Ensemble, het Royal Northern College of Music Wind Orchestra, het Kew Wind Orchestra en de Band of H.M. Coldstream Guards. In 2006 richtte hij voor de publicatie van zijn werken een eigen muziekuitgeverij op, de "Peter Meechan Music". Hij was van 2006 tot 2007 huiscomponist van de bekende Blake Dyke Brass Band.

## Composities

### Werken voor harmonieorkest en brassband
- 2001-2002 Revamp, voor brassband
- 2002 Crazy Diamonds Shining, voor sopraansaxofoon en harmonieorkest
- 2002-2003 Three Stories - Three Worlds, concert voor eufonium en brassband of harmonieorkest[1]
  1. Hubris: The House of Atreus
  2. Discardation: Lament for Aerope
  3. New Order: Flight to Sparta
- 2004 Elegy, voor eufonium (of trombone) solo en brassband of harmonieorkest
- 2004 Purcell Variants, voor brassband
- 2005 Alu, voor bariton (of eufonium) en brassband
- 2005 B of the Bang, voor brassband (opgedragen aan Luc Vertommen) - première: tijdens het Wereld Muziek Concours te Kerkrade door de Brassband Buizingen vzw., Buizingen
- 2005 Episodes and Echoes, voor tuba solo en harmonieorkest of brassband
- 2005 Match Day, voor harmonieorkest of brassband
- 2005 Requiem Paraphrases - on a theme by Mozart, voor eufonium en brassband of harmonieorkest
- 2006 Carnival, voor harmonieorkest
- 2006 Devil's Duel, voor eufonium solo en brassband[2]
- 2006 Lift Off, voor harmonieorkest
- 2006 Hymn for Africa, voor harmonieorkest
- 2006 Red Flame, voor eufonium (of bariton) en brassband
- 2007 Apex, voor trompet (of kornet, of bugel) en brassband
- 2007 Bang 2, voor harmonieorkest
- 2007 Fanfare for a Festival, voor brassband of harmonieorkest
- 2007 Macbeth, voor brassband of harmonieorkest
  1. Witches
  2. Dagger
  3. General Macbeth
  4. Contemplations of Lady Macbeth
  5. Lament
  6. Tomorrow and tomorrow and tomorrow
  7. A spell still cast
  8. Final Battle
  9. Not of woman born
- 2007 These Mist Covered Mountains, voor sopraansaxofoon (of altsaxofoon) en harmonieorkest of voor kornet en brassband
- 2008 Apex, voor trompet en harmonieorkest
- 2008 Apophenia, voor trompet en harmonieorkest of brassband
- 2008 Autumn Falling, voor harmonieorkest
- 2008 Curtain Call, voor brassband
- 2008 Devil's Duel, voor eufonium solo en harmonieorkest
- 2008 Eternal Light, voor harmonieorkest (opgedragen aan Geoffrey Brand en Michael Brand)
- 2008 Lament (from Macbeth), voor brassband of harmonieorkest
- 2009 Epitaph (for Hillsborough), voor brassband (of harmonieorkest) - ter herinnering aan de Hillsboroughramp en de 96 slachtoffers
- 2009 Scene From the Silver Plate, voor trombone en brassband
- 2009 The Kármán Line, voor harmonieorkest[3]
- 2010 Chorlton Suite, voor harmonieorkest
  1. Introduction
  2. Sunset
  3. Toccata
- 2010 Fenix Blue, voor altsaxofoon solo en harmonieorkest
- 2010 Fire in the Sky, voor brassband
- 2010 Manchester Concertino, voor kornet (of trompet) en brassband
  1. Fanfare
  2. Dream
  3. Finale
- 2010 Sentinel, voor brassband
- 2010 Shine, voor tuba solo en brassband
- 2010 The Legend of King Arthur, voor brassband of harmonieorkest
- 2010 Triptych (on a theme by Handel), voor tenorhoorn en brassband
  1. Fanfare and theme
  2. Slow song
  3. Finale
- 2011 2nd Epitaph – Across the Water, voor brassband of harmonieorkest[4]
- Fields of Destruction, 3 liederen voor eufonium en harmonieorkest

### Kamermuziek
- Break It Down, voor trombonekwartet[5]
- Floating Dreams, voor tuba en cd
- Introduction and Toccata, voor tenorhoorn en piano
- JET A, voor eufonium en cd
- Manchester Sketches, voor koperkwartet
- Moz!, voor eufonium en koperensemble (of piano)
- Storm, voor koperkwintet